# Teresa Truszkowska
Teresa Truszkowska (ur. 27 kwietnia 1925 w Milanówku koło Warszawy, zm. 28 kwietnia 1992 w Krakowie) – polska poetka, tłumaczka, eseistka.
Studia – romanistyka i anglistyka – skończyła na Uniwersytecie Jagiellońskim w Krakowie. Doktorat uzyskała z zakresu filologii angielskiej. Debiutowała w 1962 r. na łamach krakowskiego „Życia Literackiego”. Publikowała też w „Literaturze na świecie”, „Nurcie”, „Magazynie Literackim”, „Literaturze”, „Kierunkach”. Jej utwory przetłumaczono na angielski, czeski, grecki, niemiecki, rumuński i węgierski. Autorka licznych publikacji książkowych oraz tłumaczeń. 
Kompozytor Marian Sawa napisał dwie pieśni do słów Teresy Truszkowskiej na sopran i fortepian: „Wizja” i „Nokturn”. Pieśni te znalazły się na płycie „Hear the Time” wydanej w 2024 przez wydawnictwo „DUX”.

## Publikacje
- 1988: Ornitologia kosmiczna
- 1983: Błysk flesza
- 1982: Życie drzewa nocą
- 1979: Nostalgia niedzielna
- 1977: Amfiteatr wyobraźni
- 1965: Strumień światła[2]